# クロファジミン
クロファジミン(Clofazimine)はハンセン病の治療に用いられる医薬品である。商標名はランプレン(Lamprene)で、リファンピシンやジアフェニルスルホンと併用される。経口投与される。
よく見られる副作用は腹痛、下痢、かゆみ、乾燥肌、皮膚の変色である。また、消化管内膜の腫れ、高血糖症、光線過敏症の原因になることもある。妊娠中の投与の安全性は不明確である。フェナジン色素であり病原菌のDNA複製を阻害する作用により効果があると思われる。
1950年代にトリニティ・カレッジで発見され、1986年に米国で医薬品として承認された。WHO必須医薬品モデル・リストに掲載されている。米国では一般的に市販されていないがアメリカ合衆国保健福祉省で入手できる。

## 効能・効果
クロファジミンに感性のらい菌によるハンセン病（多菌型、らい性結節性紅斑）
他の抗酸菌薬との併用で、HIV/AIDS患者のヨーネ菌感染症の治療薬として研究されている。ハンセン病に対するジアフェニルスルホンの作用に耐えられない場合の代替としても投与される。

## 副作用
重大な副作用として、腸閉塞、脾臓梗塞、血栓塞栓症がある。腸閉塞では小腸壁や腸間膜リンパ節に、脾臓梗塞では脾臓内に結晶の沈着が見られる:24。（高用量の場合）
殆どの患者に皮膚の着色が見られる。皮膚の赤変は通常、投与1-4週後に発現する。 皮膚病変部の黒褐色の色素沈着は投与2-3ヵ月後に発現する。これら皮膚の着色は投与中止後に消失するが、消失には数ヵ月から数年かかることがあり:24、これを原因としてうつ病を発症し自殺に至ったと思われる患者の報告もある。
消化器症状については、投与開始後、数日から数週間以内に発現する悪心、嘔吐、腹痛等と、数ヵ月から数年後に発現する下痢、体重減少、腹部疝痛等の2種類が見られる。遅発性の症状については、結晶の沈着が関連している:24。

## 作用機序
細菌のDNAのグアニン塩基に結合してその機能を阻害し、増殖を抑制する。また、細菌のホスホリパーゼA2の活性を高め、グラム陽性細菌に対し毒性を示すリゾリン脂質を放出・蓄積させ増殖を抑制する作用もある。
FIASMA（酸性スフィンゴミエリナーゼの機能的阻害剤）でもある。

## 代謝
生物学的半減期は約70日である。 投与中の死亡者の剖検では、腸管粘膜、肝臓、脾臓、リンパ節に結晶状の塊が認められた。